# Lherzmassief
Het Lherzmassief is een geologisch massief in de Pyreneeën, bestaande uit peridotitische mantelgesteenten.
De mantelgesteenten zijn voornamelijk lherzoliet, dat naar het massief genoemd is. Lherzoliet is een gesteente waar het grootste deel van de aardmantel uit bestaat.

## Structureel-geologische begrenzing
Het massief is door tektonische opheffing omhoog bewogen en ligt nu tussen Paleozoïsche kalksteen en dolosteen. Aan de randen zijn breccies te vinden die zowel fragmenten van de peridotiet als van de kalksteen bevatten, wat ze uniek maakt.

## Petrologie
In het Lherzmassief kan het partieel smelten van lherzoliet, zoals dat plaatsvindt in de mantel, worden geobserveerd. Dit proces, dat onder andere plaatsvindt onder mid-oceanische ruggen, is hier als het ware bevroren en kan nu aan de oppervlakte worden bestudeerd. De smelt, die uit basalt bestaat, is niet meer aanwezig (want naar boven gestegen). Naast de lherzoliet liggen (verarmde) harzburgiet en duniet, het residu dat achterblijft na het partieel smelten. Erlangs lopen banden van spinel-pyroxeniet, granaat-pyroxeniet en hornblendiet. Deze banden zijn partiële smeltlichamen die tijdens het afnemen van de druk uit de lherzoliet ontstonden.